# Михайлович, Бранкица
Бранкица Михайлович (серб. Бранкица Михајловић; род. 13 апреля 1991, Горни-Рахич, СР Босния и Герцеговина, Югославия) — сербская волейболистка, нападающая-доигровщица. Двукратная чемпионка мира (2018, 2022), двукратная чемпионка Европы, серебряный призёр Олимпийских игр 2016.

## Биография
Бранкица Михайлович родилась в деревне Горни-Рахич округа Брчко СФРЮ. Заниматься волейболом начала в раннем детстве. В 2006—2009 годах выступала за команду «Единство» (Брчко), став в её составе 3-кратной чемпионкой Боснии и Герцеговины. На международных соревнованиях (отборочные турниры чемпионатов Европы и мира) играла за сборную Боснии и Герцеговины. С 2012 года выступает за сборную Сербии.
С 2009 года играла за клубы Швейцарии, Южной Кореи, Франции, Бразилии, Японии, Турции, Китая. Становилась чемпионкой Швейцарии, Франции и Бразилии, а также серебряным призёром клубного чемпионата мира и бронзовым — Лиги чемпионов ЕКВ. Первого серьёзного успеха на международном уровне добилась в 2012 году, когда дебютируя в составе сербской национальной сборной выиграла «бронзу» Евролиги. В том же году приняла участие в Гран-при, а также Олимпийских играх, где сербки выступили неудачно, проиграв все свои 5 матчей. В 2015 команда Сербии финишировала второй на Кубке мира, а Михайлович вошла в символическую сборную турнира. В 2016 волейболистка со своей сборной выиграла «серебро» Олимпиады, год спустя — «золото» чемпионата Европы, а ещё через год — «золото» чемпионата мира. На этих трёх турнирах Михайлович неизменно признавалась одной из двух лучших нападающих-доигровщиц. Чемпионат мира 2022 принёс волейболистке второе «золото» мировых первенств.

### Клубная карьера
- 2006—2009 —  «Единство» (Брчко);
- 2009—2011 —  «Волеро» (Цюрих);
- 2011—2012 —  «Хёндэ Хиллстейт» (Сувон);
- 2012—2013 —  «Расинг Клуб де Канн» (Канны);
- 2013—2014 —  «Унилевер» (Рио-де-Жанейро);
- 2014 —  «Волеро» (Цюрих);
- 2014—2015 —  «Хисамицу Спрингс» (Кобе/Тосу);
- 2015—2016 —  «Фенербахче» (Стамбул);
- 2016—2017 —  «Тяньцзинь Бохай Бэнк» (Тяньцзинь);
- 2017—2019 —  «ДжТ Марвелуз» (Нисиномия);
- 2019—2021 —  «Фенербахче» (Стамбул);
- 2021—2022 —  «Веро Воллей» (Монца);
- 2022—2023 —  «Ленинградка» (Санкт-Петербург);
- 2023—2024 —  «Ляонин Тэнда» (Инкоу):
- 2024 —  «Волеро Ле-Канне» (Ле-Канне);
- с 2024 —  «Зерен» (Анкара).

## Достижения

### Сосборной Сербии
- серебряный (2016) и бронзовый (2020) призёр Олимпийских игр.
- двукратная чемпионка мира — 2018, 2022.
- серебряный призёр розыгрыша Кубка мира 2015.
- двукратный бронзовый призёр Гран-при — 2013, 2017.
- бронзовый призёр Лиги наций 2022.
- двукратная чемпионка Европы — 2017, 2019;
  - бронзовый призёр чемпионата Европы 2015.
- бронзовый призёр Евролиги 2012;
- бронзовый призёр Европейских игр 2015.

### С клубами
- 3-кратная чемпионка Боснии и Герцеговины — 2007—2009.
- 3-кратный победитель розыгрышей Кубка Боснии и Герцеговины — 2007—2009.
- двукратная чемпионка Швейцарии — 2010, 2011.
- двукратный победитель розыгрышей Кубка Швейцарии — 2010, 2011.
- двукратный победитель розыгрышей Суперкубка Швейцарии — 2010, 2011.
- серебряный призёр чемпионата Южной Кореи 2012.
- чемпионка Франции 2013.
- победитель розыгрыша Кубка Франции 2013.
- чемпионка Бразилии 2014.
- двукратный серебряный призёр чемпионатов Японии — 2015, 2018;
  - бронзовый призёр чемпионата Японии 2019.
- победитель розыгрыша Кубка императрицы Японии 2015.
- двукратный серебряный призёр чемпионатов Турции — 2016, 2021.
- победитель розыгрыша Кубка Турции 2016.
- обладательница Суперкубка Турции 2016.
- бронзовый призёр чемпионата Китая 2017.
- серебряный призёр чемпионата Италии 2022.

- серебряный призёр чемпионата мира среди клубов 2013.
- бронзовый призёр Лиги чемпионов ЕКВ 2016.

### Индивидуальные
- 2013: лучшая нападающая-доигровщица (одна из двух) Гран-при.
- 2015: лучшая нападающая-доигровщица (одна из двух) Кубка мира.
- 2016: лучшая нападающая-доигровщица (одна из двух) Олимпийского волейбольного турнира.
- 2017: лучшая нападающая-доигровщица (одна из двух) чемпионата Европы.
- 2019: лучшая нападающая-доигровщица (одна из двух) чемпионата Европы.